# Обертюр, Шарль
Шарль Обертюр (фр. Charles Oberthür; 14 сентября 1845, Ренн — 1 июня 1924, там же) — французский энтомолог, специалист преимущественно по чешуекрылым.
Сын Франсуа Шарля Обертюра (1818—1893), основателя известной реннской типографии. Старший брат энтомолога Рене Обертюра. Работал в типографии своего отца, участвовал в общественной жизни, входя в муниципальный совет Ренна. На протяжении всей жизни любительским образом коллекционировал насекомых, доведя свою коллекцию к 1916 году до состояния второй по величине частной коллекции в мире. Впервые описал десятки (много более 50) новых видов дневных и ночных бабочек, преимущественно из Северной Африки, Южного Приморья и Китая. Обрабатывал сборы чешуекрылых Михаила Янковского с острова Аскольд (Южное Приморье, Россия), откуда им было описано большое число новых для науки видов, многие из которых получили видовые названия в честь Михаила (Мишеля) Янковского, минимум один вид назван в честь его супруги - Ольги Янковской (Dicallomera olga, Lymantriidae).

## Работы
- 1879 Catalogue raisonné des Papilionidae de la Collection de Ch. Oberthür Études d’Entomologie, 4: 20-117.